# Долженков Олександр Федорович
Долженков Олександр Федорович (нар. 19 липня 1947, м. Одеса) — доктор юридичних наук, генерал-майор міліції, професор.

## Біографія
У 1975 році закінчив юридичний факультет Одеського державного університету ім. І. І. Мечникова, у 1983 році — ад'юнктуру Київської вищої школи МВС СРСР.
У 1984 р. захистив кандидатську, а в 2002 р. — докторську дисертацію на тему «Теоретичні проблеми становлення політики протидії створенню інфраструктури злочинного світу засобами оперативно-розшукової діяльності органів внутрішніх справ».
Автор понад 150 наукових праць, зокрема — 6-ти монографій, 2-х підручників, 4-х навчальних посібників.

## Кар'єра
- з 1995 р. — начальник кафедри оперативно-розшукової діяльності Одеського інституту внутрішніх справ, Одеського юридичного інституту НУВС.
- у 2003 р. призначений на посаду проректора з наукової роботи.
- з березня 2004 року — директор навчально-наукового інституту права Одеського державного університету внутрішніх справ;
- з листопада 2005 — начальник Одеського юридичного інституту Харківського національного університету внутрішніх справ (нині — Одеський державний університет внутрішніх справ);
- з березня 2008 до травня 2010 — ректор Одеського державного університету внутрішніх справ.

## Сім'я
Син — Сергій Олександрович Долженков («капітан Какао»), колишній капітан міліції, пізніше — організатор проросійського виступу в Одесі у травні 2014 р., у 2019 р. переданий Росії за обміном.